# 野田市站

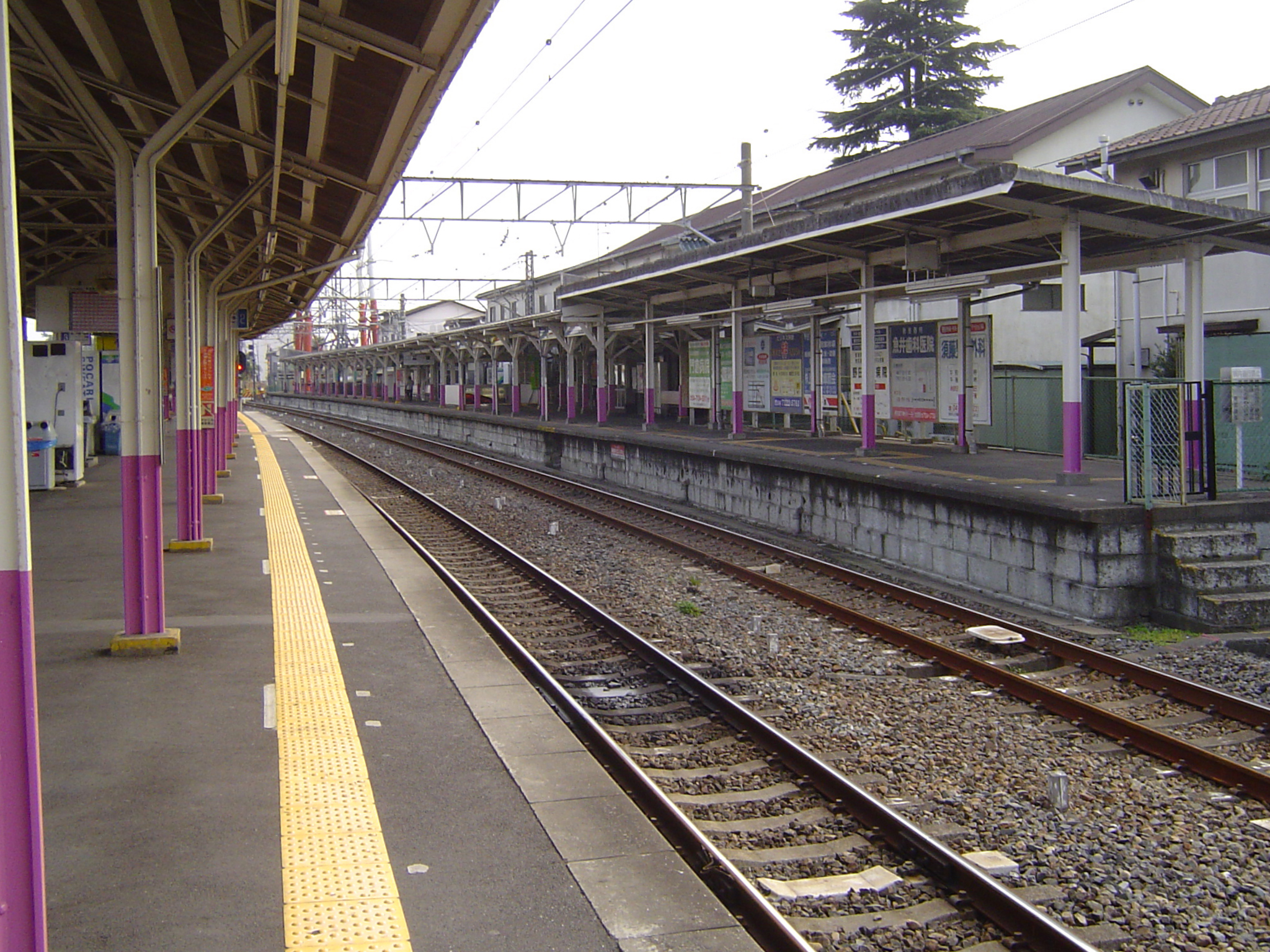
2號月台望向1號月台（2006年10月）

野田市站（日语：／ Nodashi eki */?），位於日本千葉縣野田市野田，是東武鐵道野田線（東武都市公園線）的鐵路車站。車站編號是TD 17。已於2024年3月3日高架化。

## 結構
島式月台2面4線的高架車站。

### 月台配置
| 月台 | 路線           | 方向 | 目的地                     | 備註 |
| ---- | -------------- | ---- | -------------------------- | ---- |
| 1、2 | 東武都市公園線 | 上行 | 春日部、岩槻、大宮方向     |      |
| 3、4 | 東武都市公園線 | 下行 | 流山大鷹之森、柏、船橋方向 |      |

## 使用情況
2016年度一日平均上下車人次為10,211人。野田市的中心車站。
各年度1日平均上下和上車人次如下表。
| 年度               | 1日平均 上下車人次 | 1日平均 上車人次 |
| ------------------ | ------------------ | ---------------- |
| 2001年（平成13年） |                    | 5,568            |
| 2002年（平成14年） |                    | 5,460            |
| 2003年（平成15年） |                    | 5,330            |
| 2004年（平成16年） |                    | 5,160            |
| 2005年（平成17年） |                    | 5,135            |
| 2006年（平成18年） |                    | 5,041            |
| 2007年（平成19年） |                    | 5,066            |
| 2008年（平成20年） | 10,231             | 5,036            |
| 2009年（平成21年） | 10,040             | 4,946            |
| 2010年（平成22年） | 9,964              | 4,917            |
| 2011年（平成23年） | 10,081             | 5,001            |
| 2012年（平成24年） | 10,420             |                  |
| 2013年（平成25年） | 10,511             |                  |
| 2014年（平成26年） | 10,361             |                  |
| 2015年（平成27年） | 10,293             |                  |
| 2016年（平成28年） | 10,211             |                  |

## 相鄰車站
東武鐵道
 東武都市公園線
- ■特急「都市公園Liner」停靠站（淺草開此站終到）

■急行、■普通
愛宕（TD 16）－野田市（TD 17）－梅鄉（TD 18）

## 外部連結
- 野田市（車站資訊） - 東武鐵道（日語）